# 풍녀
"풍녀"는 한국에서 제작된 김성수 감독의 1987년 드라마, 에로 영화이다. 마흥식 등이 주연으로 출연하였다.

## 출연

### 주연
- 마흥식
- 임지연

### 조연
- 태민영
- 오혜림